# Centro Português de Fotografia

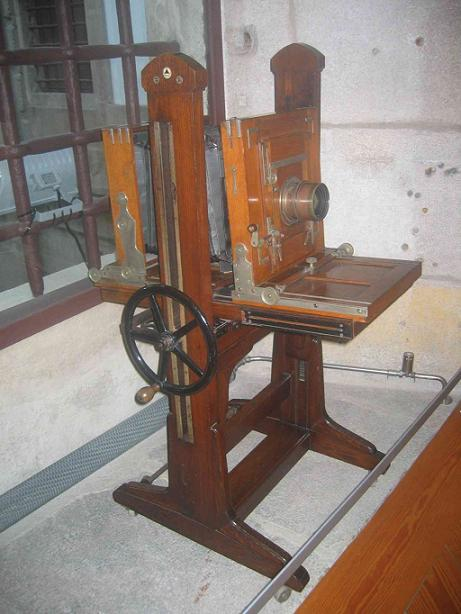
Máquina fotográfica antiga em exposição no Centro Português de Fotografia.

O Centro Português de Fotografia está instalado no edifício que serviu como prisão, a Cadeia da Relação, situado em pleno Centro Histórico do Porto, no Largo Amor de Perdição, junto à Torre dos Clérigos.

## História
O Centro Português de Fotografia foi criado em 1997. As primeiras exposições foram inauguradas em Dezembro do mesmo ano, tendo o rés-do-chão funcionado como espaço de exposição até Dezembro de 2000. Nesta data o edifício encerrou para se terminarem as obras de renovação e adequação do edifício às novas funções e então reaberto em Outubro de 2001.